# Mateo Kovačić
Mateo Kovačić (Linz, 6. svibnja 1994.), hrvatski je nogometni reprezentativac koji trenutačno igra za Manchester City kao vezni igrač.

## Klupska karijera

### Početci
Kovačić počeo je igrati nogomet u ranoj dobi, 2000. godine, na akademiji LASK Linza. Godine 2007., kada je Kovačić bio 13-godišnji talentirani veznjak, uočili su ga iz nekoliko uglednih europskih klubova, VfB Stuttgart, Ajax, Juventus i Bayern München ali njegova obitelj odlučila je preseliti se u Zagreb i ondje se priključio u nogometnu akademiju zagrebačkog Dinama.

### Dinamo Zagreb
Dana 6. listopada 2010. godine, još kao kadet, Kovačić prvi je put trenirao s prvom momčadi Dinama. Tako je 20. studenoga 2010. prvi put zaigrao za prvu momčad Dinama, i postao najmlađi strijelac HNL-a u utakmici protiv Hrvatskog dragovoljca.
Dana 27. kolovoza 2011. godine Kovačić je sa 17 godina i 82 dana, u utakmici Prve HNL protiv Lučkog, postao najmlađi kapetan u povijesti Dinama.
U sezoni 2011./12. Kovačić je s ekipom Dinama ušao u Ligu prvaka te je u skupini D igrao protiv Real Madrida, Lyona i Ajaxa. U zadnjoj utakmici u skupini u zagrebačkom porazu 1:7 protiv Lyona zabio je jedini Dinamov zgoditak i tako postao drugi najmlađi strijelac u povijesti Lige prvaka.

### F.C. Internazionale Milano
Dana 31. siječnja 2013. godine Kovačić je prešao iz zagrebačkog Dinama u talijanski Inter za 11 mil. €. Dana 3. veljače 2013. godine upisao je svoj prvi nastup u Serie A na utakmici protiv Siene. Prvi ligaški pogodak postigao je 14. rujna 2014. u visokoj pobjedi(7:0) nad Sassuolom.

### Real Madrid
U ljeto 2015. godine Kovačić potpisuje ugovor s Real Madridom na 6 godina. Dana 23. kolovoza 2015. godine upisao je prvi službeni nastup u dresu Reala, u utakmici protiv Sporting Gijóna. Dana 29. siječnja 2017. postigao je svoj prvi ligaški pogodak u pobjedi(3:0) nad Real Sociedadom. U Ligi prvaka je Kovačić u zadnjih pet minuta dvoboja donio bod madridskom klubu protiv varšavske Legije u studenom 2016. U dresu Real Madrida osvojio je čak tri naslova u Lige prvaka.

### Chelsea
U ljeto 2018. godine Kovačić odlazi na jednogodišnju posudbu u londonski Chelsea. Dana 18. kolovoza 2018. godine Kovačić je debitirao za Chelsea u pobjedi (3:2) nad Arsenalom. U ljeto 2019., Chelsea je otkupio Kovačića za cijenu od 45 mil. €. Dana 7. prosinca 2019. godine, Kovačić je postigao svoj prvi ligaški pogodak u porazu (3:1) od Evertona. U sezoni 2018./19. osvojio je naslov drugog po jačini europskog natjecanja, Europske lige.

## Reprezentativna karijera
U mlađim selekcijama ima nastupe u dobnim uzrastima: do 14, do 15, do 17, do 19 i do 21. Izbornik Igor Štimac pozvao ga je za prijateljski ogled protiv švicarske nogometne reprezentacije u Splitu 15. kolovoza 2012. godine, no samo se pojavio na okupljanju i poslije toga vratio se u Zagreb zbog frakture metatarzalne kosti. Za hrvatsku nogometnu A reprezentaciju prvi je put nastupio 22. ožujka 2013. u Zagrebu protiv Srbije, u pobjedi od 2:0, u petom kolu skupine A kvalifikacija za odlazak na Svjetsko prvenstvo 2014. u Brazilu. Hrvatski nogometni izbornik objavio je u svibnju 2016. godine popis za nastup na Europskom prvenstvu u Francuskoj, na kojem se nalazio i Kovačić. Jednu od najzapaženijih utakmica za reprezentaciju odigrao je 17. studenoga 2020. godine, kada je postigao dva pogotka protiv Portugala u Ligi nacija.
Dana 9. studenoga 2022. izbornik Zlatko Dalić uvrstio je Kovačića na popis igrača za Svjetsko prvenstvo 2022.

### Reprezentativna statistika
Zadnji put ažurirano 20. lipnja 2023.
| Reprezentacija | Godina | Odigrane utakmice | Golovi |
| -------------- | ------ | ----------------- | ------ |
| Hrvatska       | 2013.  | 7                 | 0      |
| Hrvatska       | 2014.  | 12                | 0      |
| Hrvatska       | 2015.  | 5                 | 1      |
| Hrvatska       | 2016.  | 8                 | 0      |
| Hrvatska       | 2017.  | 5                 | 0      |
| Hrvatska       | 2018.  | 12                | 0      |
| Hrvatska       | 2019.  | 7                 | 0      |
| Hrvatska       | 2020.  | 7                 | 2      |
| Hrvatska       | 2021.  | 12                | 0      |
| Hrvatska       | 2022.  | 16                | 0      |
| Hrvatska       | 2023.  | 4                 | 2      |
| Ukupno         | Ukupno | 95                | 5      |

### Pogodci za reprezentaciju
| #  | Datum               | Stadion                                   | Protivnik | Gol   | Rezultat | Natjecanje            |
| -- | ------------------- | ----------------------------------------- | --------- | ----- | -------- | --------------------- |
| 1. | 7. lipnja 2015.     | Stadion Varteks, Varaždin, Hrvatska       | Gibraltar | 2 : 0 | 4 : 0    | prijateljska utakmica |
| 2. | 17. studenoga 2020. | Stadion Poljud, Split, Hrvatska           | Portugal  | 1 : 0 | 2 : 3    | Liga nacija 2020./21. |
| 3. | 17. studenoga 2020. | Stadion Poljud, Split, Hrvatska           | Portugal  | 2 : 2 | 2 : 3    | Liga nacija 2020./21. |
| 4. | 28. ožujka 2023.    | Bursa Metropolitan Stadium, Bursa, Turska | Turska    | 0 : 1 | 0 : 2    | Kval. za Euro 2024.   |
| 5. | 28. ožujka 2023.    | Bursa Metropolitan Stadium, Bursa, Turska | Turska    | 0 : 2 | 0 : 2    | Kval. za Euro 2024.   |

## Osobni život
Kovačić rodio se u Linzu u Austriji. Njegova obitelj potječe iz Kotor Varoši, Bosna i Hercegovina.

## Nagrade i priznanja

### Individualna
- 2011.: nagrada Vatrena krila za najveću mladu nadu
- 2011.: Večernjakov trofej "Nogometna nada godine"[22]
- 2018.: Odlukom Predsjednice Republike Hrvatske Kolinde Grabar-Kitarović odlikovan je Redom kneza Branimira s ogrlicom, za izniman, povijesni uspjeh hrvatske nogometne reprezentacije, osvjedočenu srčanost i požrtvovnost kojima su dokazali svoje najveće profesionalne i osobne kvalitete, vrativši vjeru u uspjeh, optimizam i pobjednički duh, ispunivši ponosom sve hrvatske navijače diljem svijeta ujedinjene u radosti pobjeda, te za iskazano zajedništvo i domoljubni ponos u promociji sporta i međunarodnog ugleda Republike Hrvatske, te osvajanju 2. mjesta na 21. Svjetskom nogometnom prvenstvu u Ruskoj Federaciji.[23]
- 2024. Odlukom predsjednik Republike Hrvatske Zorana Milanovića odlikovan je Poveljom Republike Hrvatske: "Za izniman uspjeh hrvatske nogometne reprezentacije, doprinos sportu i međunarodnom ugledu Republike Hrvatske te osvajanju 3. mjesta na 22. Svjetskom nogometnom prvenstvu u Državi Katru" [24]

### Klupska
Dinamo Zagreb
- Prvak Hrvatske (3): 2010./11., 2011./12., 2012./13.
- Hrvatski nogometni kup (2): 2011., 2012.

Real Madrid
- Prvak Španjolske (1): 2016./17.
- Španjolski superkup (1): 2017.
- Liga prvaka (3): 2015./16., 2016./17., 2017./18.
- UEFA Superkup (2): 2016., 2017.
- FIFA Svjetsko klupsko prvenstvo (2): 2016., 2017.

Chelsea
- Europska liga (1): 2018./19.
- UEFA Liga prvaka (1): 2020./21.

Manchester City
- UEFA Superkup (1): 2023.[25]

### Reprezentativna
Hrvatska
- Svjetsko prvenstvo: 2018. (2. mjesto),[26] 2022. (3. mjesto)[27]
- UEFA Liga nacija (2. mjesto): 2022./23.

## Zanimljivosti
- Najmlađi je debitant strijelac i kapetan u povijesti Dinama,[4] najmlađi strijelac Dinama u Ligi prvaka, te drugi najmlađi strijelac u povijesti 1. HNL-a[28] i drugi najmlađi strijelac u povijesti Lige prvaka.[29]

## Vanjske poveznice

### Sestrinski projekti
|  | Zajednički poslužitelj ima još gradiva o temi Mateo Kovačić |

### Mrežna sjedišta
- Profil, Hrnogomet.com
- Profil, Hrvatski nogometni savez
- Profil, Soccerway (engl.)
- Profil, Transfermarkt (engl.)